# یوکاری کرزی (آیدین‌تپه)
یوکاری کرزی {{ترکی|Yukarıkırzı) (به ارمنی: Գրզի) (به کردی: Kiriziya Jorîn) یک منطقهٔ مسکونی در ترکیه است که در آیدین‌تپه واقع شده‌است. یوکاری کرزی ۵۱۴ نفر جمعیت دارد.